# بهره هوشی و نابرابری جهانی
بهره هوشی و نابرابری جهانی (انگلیسی: IQ and Global Inequality) کتابی است در سال ۲۰۰۶ که توسط روان‌شناس ریچارد لین و دانشمند علوم سیاسی تاتو وانهانن. نوشته شده‌است. این کتاب دنباله کتاب سال ۲۰۰۲ آنها به نام بهره هوشی و ثروت ملت‌ها، است و بسط این استدلال که تفاوت‌های بین‌المللی در توسعه اقتصادی فعلی تا حدی به دلیل تفاوت در میانگین هوش ملی است که توسط برآوردهای ملی بهره هوشی نشان داده شده‌است. این کتاب پاسخی به منتقدان، توسط ناشران اجلاس واشینگتن، یک گروه انتشاراتی ملی‌گرایی سفیدپوستی و اصلاح نژاد منتشر شده‌است.